# Comacarán
Comacarán é um município localizado no departamento de San Miguel, em El Salvador.